# 韦尼亚明·米哈伊洛维奇·斯维尔德洛夫
韦尼亚明·米哈伊洛维奇·斯维尔德洛夫（俄语：Вениами́н Миха́йлович Свердло́в，1886年—1939年4月16日）是苏联政治家，雅科夫·米哈伊洛维奇·斯维尔德洛夫的弟弟，1938年被指控为“托派”。1939年被处决，1956年平反。